# Đại dịch COVID-19 tại Guinée
Bài viết này ghi lại các tác động của Đại dịch COVID-19 tại Guinée và có thể không bao gồm tất cả các phản ứng và biện pháp hiện thời.

## Dòng thời gian
Vào ngày 13 tháng 3 năm 2020, báo cáo trường hợp nhiễm COVID-19 đầu tiên được xác nhận ở Guineé. Một công dân Bỉ là nhân viên của phái đoàn Liên minh Châu Âu tại Guinée đã dương tính với virus corona.
Tính đến ngày 30 tháng 12 năm 2023, Guinée ghi nhận 38,572 trường hợp nhiễm COVID-19 và 468 trường hợp tử vong.